# Király Kinga Júlia
Király Kinga Júlia (Marosvásárhely, 1976. szeptember 8. –) író, műfordító, dramaturg.

## Életpályája
Apja Káli Király István irodalomszervező, könyvkiadó. Középiskolai tanulmányait a Bolyai Farkas Líceumban végezte, 1995-ben érettségizett. Az elit gimnáziumokra jellemző feszes szigor után szabadabb, kötetlenebb légkörre vágyott, ezért jelentkezett Színművészeti Egyetem akkor indult dramaturg szakára. Már egyetemi évei alatt dolgozott dramaturgként, drámákat és mesejátékokat írt, diploma után ugyanott tanított dramaturgiát, színháztörténetet, 2000-2003 között az ELTE BTK esztétika szak doktori iskolájába járt. 
2002-ben jelent meg két drámáját (Madame Scheisse szoknyája, Magnus) tartalmazó első kötete. Esztétika- és drámatanulmányai alatt fedezte fel Carlo Gozzi műveit. Róla szóló esszéit és egy Gozzi drámafordítását egy kötetbe szerkesztve jelentette meg (A rothadás esztétikája, 2006).
Doktori tanulmányai alatt kétlaki életet élt Marosvásárhely és Budapest közt, majd egy hirtelen fordulattal fél évre kiment Egyiptomba idegenvezetőnek. Súlyos betegséggel tért vissza Európába. A hosszas lábadozás alatt, az egyiptomi élmények hatására kezdte el írni regényét, P. Lujza: Útvesztő alig eltévedt kislányoknak (2007). A kötet elindította az írói pályán, beválogatták a legjobb első kötetes szerzők közé, megjelenése után több ösztöndíjat is kapott (Benedek Elek-ösztöndíj, 2007; Communitas alkotói Ösztöndíj, 2007; Móricz Zsigmond-ösztöndíj, 2009)
2008-ban jelent meg Antonia Arslan Pacsirtavár című regényének fordítása, amely az 1915-ös örmény népirtás szépirodalmi feldolgozása.
Második próza kötete, A test hangjai – ledérkönyv (2011) egy elbeszélés-füzér. A kötet szervező elve a novellák címeiben szereplő különböző élel- és italnevek, olyan benyomást keltve, mintha egy receptkönyvet olvasna az ember.
„Az érzéki megjelenítés remeklése ez a kötet, hiszen a fekete-fehér papírköteget az ölünkben tartva szinte érezzük az illatokat, szagokat, a könnyeket, halljuk a test hangjait, a nyögéseket, a cuppanásokat, a tüsszentéseket, érezzük a súrlódó bőröket, a remegést, a zihálást, látjuk a rengeteg színt.” (Kolozsi Orsolya: Testek vagyunk. Új Könyvpiac, 2011. július-augusztus 19. o.)
„Király Kinga Júlia kötetének címe összejátszás, de a könyv maga is szinesztézia, az érzékszervek összjátéka, miközben az érzetek áradata mögött a durva matériával szembesül az olvasó.” (Wernitzer Julianna: Mozgás-, hang-, íz-, szag-, tér- és szövegterápia. Jelenkor. 2013. 56. évfolyam I. szám)
Még Gozzi kapcsán ismerkedik meg Giambattista Basile Pentameronjával, a 17. században írt nápolyi mesékkel, Európa első, intézményes mesegyűjteményével. Az elkészült meséket 2010-től különböző folyóiratokban publikálja, jegyzetekkel látja el.

## Önálló kötetei
- Magnus. Marosvásárhely, Mentor kiadó, 2002 (drámák)
- A rothadás esztétikája. A baljós és bűbájos Carlo Gozzi. Marosvásárhely, Mentor Kiadó, 2006 (műfordítás, tanulmányok)
- P. Lujza: Útvesztő alig eltévedt kislányoknak. Marosvásárhely, Mentor Kiadó, 2006 (regény)
- A test hangjai – ledérkönyv. Pozsony, Kalligram Kiadó, 2011 (elbeszélések)
- A szerencse fia. Mesejátékok. Marosvásárhely, Mentor Kiadó, 2013
- Apa Szarajevóba ment. Budapest, Pesti Kalligram, 2017 (regény)
- Az újrakezdés receptjei. Erdélyi zsidó történetek életről, éhségről és reménységről; Mentor Könyvek, Marosvásárhely, 2018[1]

## Drámái, mesejátékai
- Natúr-szonáta. Látó, XI. évfolyam, 8-9. szám, 2000. augusztus-szeptember
- Korszakok. Látó, XI. évfolyam, 8-9. szám, 2000. augusztus-szeptember
- A rózsaszínű párduc. Látó, XI. évfolyam, 8-9. szám, 2000. augusztus-szeptember
- Madame Scheisse szoknyája. In Magnus. Marosvásárhely, Mentor Kiadó, 2002
- Magnus. In Magnus. Marosvásárhely, Mentor Kiadó, 2002
- Gangolf. Látó, XIV. évfolyam, 8-9. szám, 2003. augusztus-szeptember (színmű)
- Hableconella. (Beszélj hozzá! Pedro Almodóvár azonos című filmje alapján.) Látó, XV. évfolyam 11. szám, 2004. november (monológ)
- Tejkút. Látó, XVI. évfolyam 10. szám, 2005. október (bábjáték)
- A vitéz szőcs. 2003
- Boszorkánydal. 2007 (Társszerző: Király István)
- A szerencse fia. Látó, XIX. évfolyam 8-9. szám, 2008. augusztus-szeptember (Mesejáték)

## Dramaturgiai munkái
- 1997 – Edna Mazya: Játékok a hátsó udvarban. Marosvásárhelyi Nemzeti Színház Tompa Miklós Társulat, rendező: Anatol Constantin
- 1998 – Carlo Goldoni: A fogadóskisasszony. Kaposvári Csíky Gergely Színház. Rendező: Keszég László
- 1999 – Tersánszky – Örkény – Tömöry – Darvas: Kakuk Marci. Sepsiszentgyörgyi Tamási Áron Színház. Rendező: Soltis Lajos
- 2000 – Frank Wedekind: A tavasz ébredése. Marosvásárhelyi Nemzeti Színház Tompa Miklós Társulat, rendező: Anca Bradu. (UNITER díjas előadás)
- 2000 – Király Kinga Júlia: Tejkút. Sepsiszentgyörgyi Tamási Áron Színház Bábtagozata. Rendező: Nagy Kopeczky Kálmán. (UNIMA díjas előadás)
- 2003 – Marguerite Duras: A szerető. Marosvásárhelyi Nemzeti Színház Stúdiószínpad. Egyéni műsor
- 2003 – Király Kinga Júlia: A vitéz szőcs. Marosvásárhelyi Ariel Ifjúsági- és Gyermek Színház. Rendező: Király István
- 2004 – Füst Milán: Boldogtalanok. Marosvásárhelyi Nemzeti Színház Tompa Miklós Társulat. Rendező: Bodó Viktor. (Kisvárdai Különdíj, A Stúdiószínházak Nemzetközi Fesztiváljának Nagydíja)
- 2004 – Isaac Bashevis Singer: A bolond Gimpel. Marosvásárhelyi Nemzeti Színház Stúdiószínpad. Egyéni műsor
- 2004 – Pedro Almodóvar – Király Kinga Júlia: Hableconella. Marosvásárhelyi Nemzeti Színház Stúdiószínpad. Egyéni műsor
- 2004 – Csehov – Király Kinga – Király István: Születésnap. Adaptáció a Sirály című komédiájából. Stúdió Színház. Marosvásárhely
- 2005 – Szirmai – Bakonyi – Gábor – Király: Mágnás Miska, operett-adaptáció. Temesvári Csíky Gergely Színház. Rendező: Király István
- 2007 – Király Kinga Júlia – Király István: Boszorkánydal. Mesejáték. Honvéd Kamaraszínház. Budapest. Rendező: Király István
- 2007 – Niccolò Machiavelli – Király Kinga Júlia – Király István: A lé. Adaptáció a szerző Mandragóra című komédiájából. Marosvásárhelyi Nemzeti Színház Tompa Miklós Társulat. Rendező: Király István
- 2008 – Király Kinga Júlia: A szerencse fia (a darab a Benedek Elek-ösztöndíj alatt íródott). Marosvásárhelyi Nemzeti Színház Tompa Miklós Társulat. Rendező: Király István

## Tudományos munkái
- A test az olasz barokk színházban. Színtérkép. A Mentor és Kiadó és a Színművészeti Egyetem közös kiadványa. Marosvásárhely, 2000 (tanulmány)
- A Wortton dráma wagneri jelentése. Látó, XII. évfolyam 10. szám, 2001. október (tanulmány)
- A prosperitás illúziója. Symbolon. 2001 (tanulmány)
- Carlo Gozzi testfelfogásának korszerű ábrázolása. Symbolon. 2002 (tanulmány)
- Otthontalanság és térkeresés. Térképzetek Carlo Gozzi mesejátékában. Symbolon. 2003. (Tanulmány)
- A halált még elviselhető sűrűségűvé tágító előadás – Ez az ordas sötétség. litera.hu Recenzió. 2009. november 20.
- Mese az ordasról. Criticai lapok, 2009. november (Kritika)
- A halálfélelem birtoklás: az élet birtoklása. Mélyinterjú Pippo Delbonóval. Színház, 2010 március
- Szövetségvariáció. Testamentumi szimmetriák a Bibliothéque Pascalban. Pro Minoritate, XX. évfolyam 4. szám, 2010. tél pdf
- Betolakodók és zarándokok. Bodor Ádám Verhovina madarai c. regényének elemzése. Kalligram, XXI. évfolyam 6. szám, 2012. június

## Műfordításai
- Antonia Arslan: Pacsirtavár. Marosvásárhely, Mentor Kiadó, 2008 (regény)
- Luca Cognolato: Ketten a palánk alatt. Budapest, Manó Könyvek, 2012 (ifjúsági regény)
- Luca Cognolato: Védelemben. Budapest, Manó Könyvek, 2013 (ifjúsági regény)
- Giambatista Basile: Pentameron. A mesék meséje avagy a kicsik mulattatása. Budapest, Kalligram Kiadó, 2014 (barokk mesegyűjtemény)

## Díjai, ösztöndíjai
- 1998 – Summer Academy of Performing Arts, Szófia
- 2000 – Örkény István-ösztöndíj
- 2000 – Látó-nívódíj (debüt)
- 2000 – Interplay – Fiatal Drámaírók Nemzetközi Fesztiválja, Varsó
- 2007 – Benedek Elek-ösztöndíj
- 2007 – Communitas alkotói Ösztöndíj
- 2009 – Móricz Zsigmond-ösztöndíj
- 2010 – Babits Mihály műfordítói ösztöndíj
- 2012 – Látó-nívódíj (próza)